# SCARA

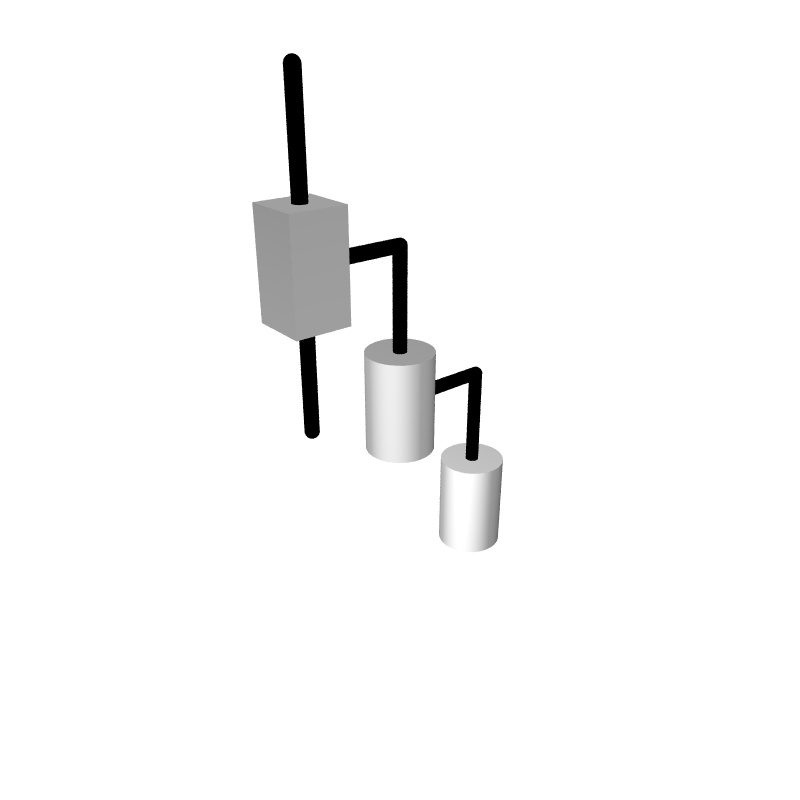
SCARA組態的運動系統圖

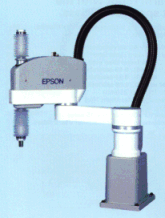
EPSON的SCARA手臂

SCARA是選擇順應性裝配機械手臂（Selective Compliance Assembly Robot Arm）或選擇順應性關節機械手臂（Selective Compliance Articulated Robot Arm）的簡稱，也有翻譯成水平多關節機械手臂，是一種特殊組態的機械手臂。
SCARA是1981年由日本电产三协、飛龍文具及日本電氣提出，新型組裝用機器人的概念。機器人是由山梨大學的牧野洋（Hiroshi Makino）教授指導下所開發。其手臂在Z軸方向具有剛性，在XY方向則可以彎曲，因此適合處理在XY平面上的洞

。
根據SCARA平行軸的結構，其手臂在X-Y方向有順應性（compliant），但在Z方向具有剛性，因此其名稱為「選擇順應性」。此特性在一些組裝作業上有其優勢：例如將一根圓銷插入圓孔中。
SCARA的另外一個特性是其二個手臂的關節結構類似人類手臂，因此名稱中會有「關節」（Articulated）一詞，此特性可以讓手臂進入一些狹窄或受限的區域，然後以摺疊或的方式退出該區域。這有利於在將工件從一個封閉的工作站移到另一個工作站。
相較於傳統的笛卡爾坐標機器手臂，SCARA的反應會比較快，設備也會比較乾淨，其單座的安裝座需要的佔地面積較小，因此可以較簡單、無阻礙的安裝方式。不過另一方面，SCARA會比傳統的笛卡爾坐標機器手臂要貴，而且控制軟體需要針對運動的線性補間有逆运动学的機制。這類軟體一般會和SCARA一起提供，而且提供給終端客戶。
大部份的SCARA是串聯式的架構，第一個馬達會承擔另外二個馬達及相關機構的重量。也有所謂雙臂的SCARA架構，會有二個馬達固定在基座上，第一個這類的SCARA是用三菱電機開發，像Mecademic的DexTAR教育機器人也是雙臂的。

## 外部連結
- Why SCARA? A Case Study（页面存档备份，存于） – A Comparison between 3-axis r-theta robot vs. 4-axis SCARA robot by Innovative Robotics, a division of Ocean Bay and Lake Company